# Retrato da Escultora Nicolina Vaz de Assis
Retrato da escultora Nicolina Vaz de Assis é uma pintura de Eliseu Visconti. A sua data de criação é 1905. A obra é do gênero retrato. Encontra-se sob a guarda de Museu Nacional de Belas Artes.

## Descrição
A obra foi produzida com tinta a óleo sobre tela. Suas medidas são: 100 centímetros de altura e 81 centímetros de largura. Tendo como modelo a escultora campineira Nicolina Vaz de Assis (Campinas, 1874 – Rio de Janeiro, 1941), uma das pioneiras do ramo no país, o retrato é considerado uma obra prima pela crítica. Desde sua primeira exposição no Brasil, por Gonzaga Duque, a pintura foi fortemente aclamada por seus comentaristas até sua última reprodução, em 2008, por Ana Paula C. Simioni. Aluna de Rodolpho Bernardelli, a retratada foi vencedora das medalhas de prata e ouro na Exposição Geral de Belas Artes nos anos de 1907 e 1908, respectivamente.

## Contexto
Depois de um longo período de estudos na Europa, Eliseu Visconti voltou para o Brasil em 1900, trazendo consigo um interesse crescente no impressionismo, pós-impressionismo e na art nouveau. Sem delongas, no entanto, em 1904 Eliseu Visconti retorna ao continente europeu, mais precisamente à capital francesa e, um ano depois, o retrato de Nicolina Vaz de Assis é exposto no Salão de Paris, causando tamanha empolgação entre os críticos a ponto de afirmarem ser a pintura mais admirada do ano. O mais empolgado, no entanto, foi Gonzaga Duque, que comparou a obra com "os retratos mais famosos da história da arte europeia".

## Análise
O retrato utiliza da tonalidade monocromática para conquistar uma harmonia de tons pardos numa perfeita e infinita escala de nuances entre o fundo, o vestido, a pelagem, a capa, o cabelo e o chapéu. No tocante a iluminação, uma transição suave de luz para sombra atribui ainda mais elegância à figura imponente da retratada.

## Recepção
Apelidado de Gioconda brasileira por Gonzaga Duque, o retrato foi a obra mais elogiada dentre as presentes na Exposição e foi o responsável por fazer os críticos enxergarem Eliseu Visconti como um talento "à frente de outros mestres". Destaque do Salão de 1905, o retrato continuou acumulando elogios e é, sem dúvida, o mais elogiada pela crítica brasileira.